# هسا درنا
هسا درنا (به انگلیسی: HESA Dorna) یک هواپیمای جت آموزشی سبک ساخت ایران است. موضوع این هواپیما برای نخستین بار در سال ۱۹۹۹ علنی شد. در آن هنگام فرمانده وقت نیروی هوایی مدعی گردید، طراحی و فرایند ساخت درنا به صورت بومی به مرحله اجرا گذاشته شده‌است. برطبق ادعای منابع ایرانی این هواپیما در حال حاضر در مرحله تولید انبوه قرار دارد.